# 묘호

묘호(廟號)는 중국, 한국, 베트남 등 동아시아 문화권의 왕조국가에서 황제 또는 국왕과 같은 군주에게만 붙인 칭호로 군주가 승하한 뒤 종묘 제도에 따른 태묘(太廟)·종묘(宗廟) 등의 묘에서 군주의 위패를 모시고 제사를 지낼 때 사용되었다. 두 글자로 이루어졌는데 앞자는 시호법에 따라 군주의 치세와 업적을 뜻하는 글자인 시자(諡字)이고 뒷자는 ‘조’(祖) 또는 ‘종’(宗)을 붙이는 종호(宗號)이다. 군주와 신하 모두에게 바쳐질 수 있는 시호와는 달리, 묘호는 오로지 종묘에 그 위패가 합사된 군주만이 받을 수 있었던 미칭이다. 본래 묘호는 개국 군주와 같이 공과 업적이 큰 소수의 군주들에게만 허락된 칭호였다. 그리하여 중국의 고대 왕조인 상대에서 한대까지는 묘호를 가진 군주가 많지 않았으나, 점차 모든 군주들의 위패를 태묘에 모시면서 일반화되어 중국 당대 이후에는 거의 모든 군주에게 붙여졌다. 이로 인해 당나라 이후 중국의 군주는 글자 수가 많고 복잡한 시호 대신 묘호로 주로 알려져 있다.
한국의 경우, 삼국 시대 때 묘호에서 본딴 호칭이 일부 사용되었으나 엄연하게는 존호나 시호에 가까웠다. 삼국 중 유일하게 정식 묘호를 사용한 왕은 신라의 태종무열대왕이었다. 그러나 통일신라 시대에 제후국의 종묘 제도인 오묘제(五廟制)가 확립된 이래 고려 시대 때 외왕내제 제도가 자리를 잡으면서 본격적으로 묘호와 종법 제도가 전래되었다. 이후 원나라의 내정 간섭으로 묘호를 올리지 못하고 이전에 재위한 군주들 역시 모두 낮추어 불렀다가 조선 시대 때부터 다시 쓰이기 시작했다.
이후 후대에 이르러 중국과 한국 모두 묘호의 원래 취지를 상실하고 후대 군주들이 선대 임금에게 높은 묘호를 올려 자신의 정통성을 확립하려는 수단으로 자주 사용되었다.

## 구성과 원칙
묘호는 군주의 치세를 나타내는 글자인 시자와 종호, 2글자로 이루어진다. 시자는 시호를 정할 때 쓰는 시법(諡法)에 준하여 뒤를 이은 군주와 신하들이 결정하여 올리게 된다. 흔히 시법은 고대 중국의 주공 단이 정한 시법에 의거하여 정했다. 종호는 ‘조’(祖) 또는 ‘종’(宗) 중 하나를 골라 정하게 된다. 묘호 중 종호의 유래는 고대 중국의 사회 제도인 종법제에서 비롯되었는데 선왕의 아들이자 현왕의 형제로서 봉토를 받아 처음 제후에 책봉된 이, 즉 별자(別子)는 ‘조’가 되고 그 후예, 즉 별자의 장자는 ‘종’이 되며, 별자의 차남을 비롯한 나머지 아들들, 즉 중자(衆子)는 ‘소종’(小宗)이 된다고 설명한다. 또한 별자를 직접 계승한 이는 불천위(不遷位)라 하여 그 위패를 다른 사당으로 모시지 않았고, 단순히 조상의 혈통에 따라 계승한 이는 5대가 넘으면 다른 사당으로 모셔졌다. 불천위로 모셔진 ‘종’은 5대가 넘어 종묘에서 내쳐진 ‘종’보다 더 높은 격조를 가졌고 이러한 혈연적, 수직적 계승관계를 형성하여 주나라에 이르러서는 종법제의 기본 체제가 완성되었다. 이 제도가 점차 시호 제도와 결부되면서, 또한 종호 앞에 시자를 붙여쓰면서 왕실에서 확립화된 것이 바로 묘호이다.
묘호 중 종호를 붙일 때에는 세 가지의 원칙이 있는데, 가장 중요한 원칙은 나라를 세운 왕(創業之主)에겐 ‘조’를, 선왕의 뜻을 계승하여 나라를 잘 다스린 왕(繼體之主)에겐 ‘종’을 붙인다. 이것은 바로 “별자는 ‘조’가 되고 후예는 ‘종’이 된다”는 원칙과 일맥상통한다. 뒤이어 후대에 이르러서 모든 군주들에게 묘호를 붙이게 될 때엔 ‘공이 있으면 조, 덕이 있으면 종’(有功曰祖 有德曰宗), 즉 나라를 구한 공이 있다면 ‘조’를, 나라를 덕으로 다스린 이에겐 ‘종’을 사용한다. 마지막으로 ‘새롭게 일어나면 조, 계승하면 종’(入承曰祖 繼承曰宗)이라는 원칙을 더하여 적용하였다. 이 뜻은 이전의 왕통이 끊어져 새로운 방계 출신 왕이 즉위하였다면 ‘조’를, 선왕의 자리를 계승해 대대로 그 왕위를 전했다면 ‘종’으로 모셨다.
흔히 쓰고 널리 알려진 묘호로는 나라를 세우거나 나라를 세우기 이전에 기틀을 다진 군주에게 붙이는 태조(太祖)나 고조(高祖), 나라의 기틀을 다진 태종(太宗)이나 세조(世祖), 나라를 발전시키고 중흥한 세종(世宗) 또는 고종(高宗), 그리고 나라를 위기에서 구해내거나 맥이 끊겼던 왕통을 다시 바로잡은 중종(中宗) 등이 있다. 본래 묘호가 처음 만들어졌을 때에는 단지 재위하여 나라를 다스렸다고 받는 것이 아니라 국가에 특별한 공덕을 남겨 억조창생이 모두 그 공을 치하하고 우러러볼 때 비로소 태묘에 봉안하고 올린 호칭이었으므로, 나라를 다스린 군주 가운데서도 소수만이 받을 수 있던 영예로운 칭호였다. 그러나 후대에 갈수록 재위한 모든 황제들을 태묘에 봉안하면서 묘호도 같이 올리기 시작하였다.

## 역사

### 중국

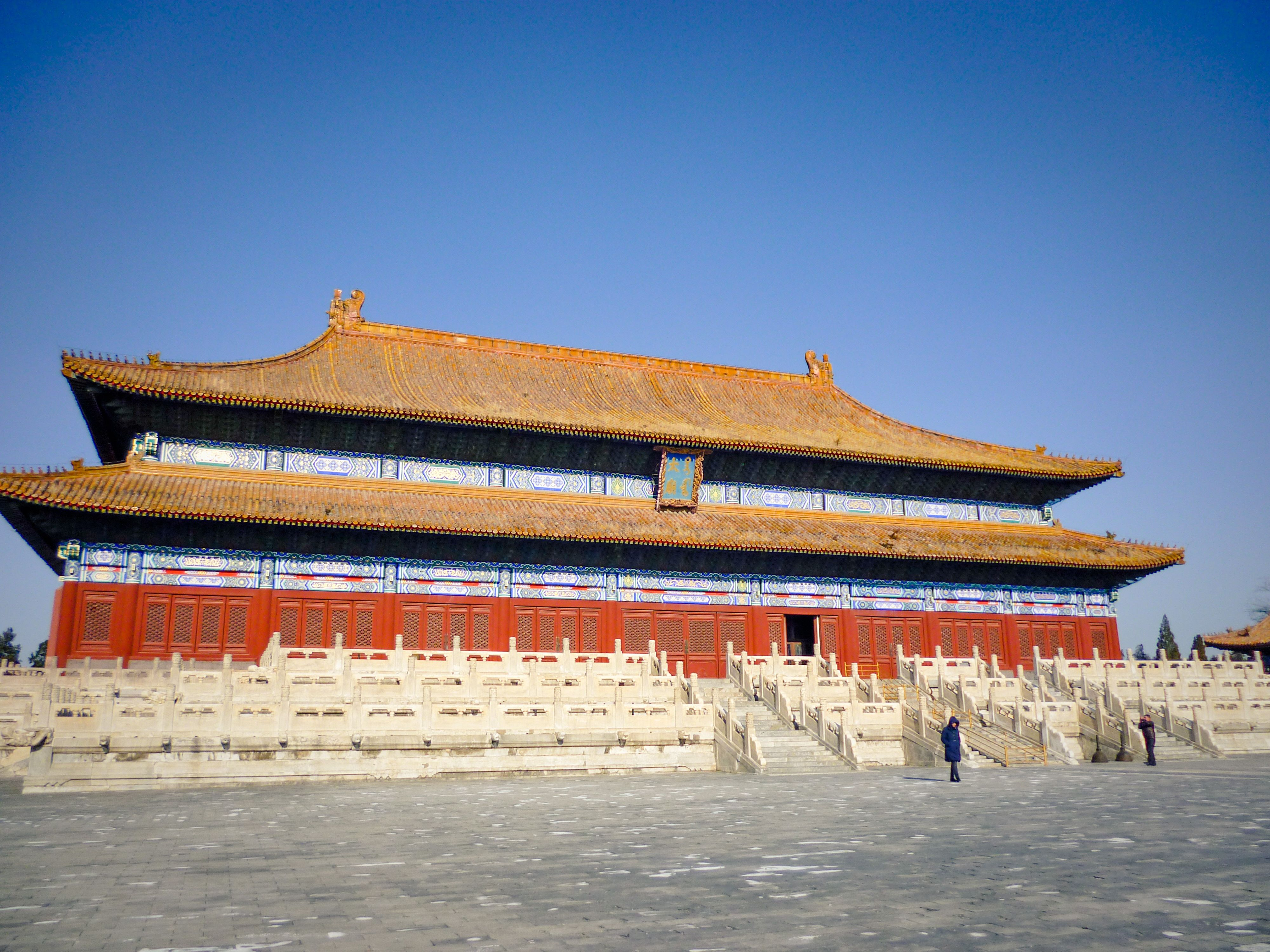
베이징 태묘

묘호가 처음으로 쓰이기 시작한 왕조는 상나라이다. 왕이 승하하면 태묘에 바로 봉안하지 않고 따로 사당을 만들어 제사를 지내게 하였다. 몇 대가 지난 후 왕과 신하들이 논의하여 그 공이 큰 왕은 신주를 태묘로 모셔와 제사를 받들고 새로이 칭호를 올려 바쳤는데 이것이 묘호의 유래이다. 묘호는 또한 후대 왕들이 묘호를 받은 왕들을 잊지 않고 세세토록 제사를 지내어 받들겠다는 뜻 또한 내포되어 있다. 그렇게 처음으로 확립된 묘호는 4개로 태(太), 고(高), 세(世), 중(中)으로 상나라의 31명의 왕 중 3대 임금인 태갑(태종), 10대 태무(중종), 23대 무정(고종)만이 이러한 묘호를 받았다.
주나라에 들어서는 새로이 시호 제도가 정착되어서 왕들에게 시호만 정하였고 묘호는 더 이상 쓰이지 않았다. 춘추전국 시대를 거쳐 진나라에 들어선 묘호와 시호 둘 다 쓰이지 않았는데 특히 진 시황제는 후대 군주와 대신들이 선대 군주의 행적을 살펴 묘호와 시호를 정하는 것을 탐탁치 않게 여겼다. 그리하여 후대의 세대가 붙인 미칭이 아닌 단순한 대수(代數)로서 역대 황제들을 구별하게 하였으나 시황제의 죽음 이후 진나라가 멸망하면서 이 제도 역시 오래가지 못했다.
그러나 진나라가 멸망한 후 한나라에서는 상나라의 묘호 제도와 주나라의 시호 제도를 모두 받아들였다. 한나라 역시 상나라의 왕들과 비슷하게 묘호의 남발을 매우 꺼렸다. 묘호의 본래 취지와 맞게 공과 업적이 크고 뚜렷하여 후대 황제들에게 본보기가 될 황제만이 묘호를 받을 수 있었다. 그리하여 한나라의 대부분의 황제가 시호를 받았던 데에 반해 묘호를 받은 황제는 소수에 불과하였다. 나라를 세우고 통일을 이룩한 전한 고제(태조), 그 덕이 도타워 귀감이 된 문제(태종), 여러 나라를 정벌하여 국위를 떨친 무제(세종), 그리고 폭군인 창읍왕을 몰아내고 나라를 중흥시킨 선제(중종)가 묘호를 받아 태묘에 모셔졌다. 이렇듯 왕조의 존망에 영향을 끼친 공적이 있어야 했기 때문에 태평성대를 이끌어갔고 오초칠국의 난을 성공적으로 진압하였던 6대 황제 경제도 묘호를 받지 못했다. 심지어 한나라는 일부 황제의 묘호를 삭제하기도 하였는데 전한 때에는 원제(고종), 성제(통종), 애제(원종)의 묘호가, 후한 시기에는 광무제(세조), 명제(현종), 장제(숙종)을 제외한 모든 묘호가 신주에서 삭제되었다. 후한에서는 채옹이 나머지 황제들은 공덕이 뚜렷하지 않다는 이유로 삭제를 청원하여 당시 황제인 헌제가 받아들였으니 이 때까지만 해도 중국은 묘호가 만들어진 본래 목적과 취지를 훼손하지 않으려 하였다.
한나라 이후 삼국 시대에서는 추존 군주들에게도 묘호를 붙이기 시작하였는데 조위의 경우 초대 황제 문제의 아버지로 사실상 왕조를 개창한 조조가 태조라는 묘호를 받은 것을 시작으로, 손오의 손견, 서진의 사마의, 사마사, 사마소 등 종종 개국 과정에 일정한 공이 있거나 실질적으로 나라를 세운 창업 군주의 조부와 부친이 묘호를 받았다. 하지만 몇몇 개국 군주들은 건국 직후 자신의 조상들을 추숭했지만 황제보다 한 단계 낮은 왕으로만 받들었으며, 이에 따라 묘호 역시 올리지 않았다.
묘호 제도가 크게 바뀐 시기는 바로 당나라 때부터이다. 이 시기에 이르러서 조상들을 추존하여 황제로 받드는 경우가 점점 많아졌는데 당나라를 세운 고조는 자신의 4대조에게 모두 묘호와 시호를 올리고 태묘에 모셨다. 또한 당나라 때에 들어와서야 비로소 황제국의 종묘 제도인 칠묘제가 확립되었다. 690년(천수 원년), 아들 당 예종을 몰아내고 새로이 황제에 오른 측천무후는 국호를 당에서 주로 바꾸고 자신의 조상 7명에게 각각 시조(始祖), 예조(睿祖), 엄조(嚴祖), 숙조(肅祖), 열조(烈祖), 현조(顯祖), 태조라는 묘호를 올려 위패들을 새로운 수도인 신도의 종묘에 봉안하였다. 이 때부터 추존 군주들도 6대조까지 묘호를 올리며 칠묘제를 준수하기 시작했고 또한 묘호의 원래 취지인 공덕을 따지기 보다 윗세대의 조상들에게도 묘호를 올려 황통의 권위를 세우려 했기 때문이었다. 더불어 당나라에서부터 이미 붕어한 황제를 시호 대신 묘호로 자주 부르기 시작했는데 이전에 한 글자나 두 글자에 불과하였던 시호가 점차 늘어났기에 간단히 지칭하기 쉬운 묘호로 대신 불렀던 것이다.
그러나 일부 황제들은 선황의 아들이 아닌 방계 종친으로서 대통을 이었기 때문에 빈약한 자신의 정통성을 세우기 위해 묘호 추숭을 시도한 사례도 더러 있다. 북송의 제5대 황제 영종은 인종의 양자로서 즉위하였는데, 그는 자신의 생부인 복왕 조윤양의 황제 추숭을 강력히 희망하였다. 그러나 조정 역시 추숭 찬성파와 반대파로 나뉘는 등 영종의 재위기간 내내 극심한 당쟁에 휘말렸다. 영종은 선친을 황고복안의황(皇考濮安懿皇)으로 추숭, 황제로 모셨으나 조정의 반대로 묘호를 올려 정식 황제로 추숭하지 못했고, 영종이 죽은 후에 조윤양은 다시 왕으로 격하되었다. 이어서 명나라에서도 제10대 황제 정덕제가 요절하자, 그의 사촌동생인 흥왕 주후총이 대통을 이어 가정제로 즉위하였는데 그 역시 자신의 아버지인 흥헌왕 주우원의 황제 추숭을 바랐다. 그러나 양정화를 위시한 대신들은 가정제는 정덕제의 아우로서 즉위하였으니 마땅히 정덕제의 부친이자 가정제의 백부인 홍치제를 아버지로서 받들고, 생부인 주우원은 숙부로 모셔야 한다고 주장하였으나 가정제는 이를 부정했다. 격론 끝에 가정제의 주장이 관철되어 주우원은 흥헌제(興獻帝)로 불리었다가 1538년(가정 17년), 황제에 정식으로 추숭되고 묘호는 예종(睿宗)으로 올려졌다.
중국 대륙을 다스린 이민족 왕조도 마찬가지로 종법제와 묘호, 시호 제도를 받아들였다. 오호십육국 시대에 여러 이민족들이 난립하여 황제 또는 왕을 자칭하자, 군주들은 한결같이 종묘를 세우고 조상들에게 묘호를 바쳐 군주로서의 권한과 정통성을 강화하려 하였다. 1000여년 뒤인 몽골의 경우 제5대 대칸 쿠빌라이 칸이 1271년 국호를 원으로 바꾸고 나라의 체제를 중국을 본따 왕조화하여 사실상 제2의 건국을 달성했다. 이 때문에 쿠빌라이 칸은 사후 칸이라는 몽골의 고유 칭호로 불림과 동시에 세조(世祖)라는 묘호를 받아 태묘에 봉안되었고 후대의 황제들 역시 묘호를 받았다. 또한 몽골 제국을 건국한 칭기즈 칸에게는 태조, 오고타이 칸에게도 태종 등 이전에 재위했던 대칸들에게도 모두 황제의 묘호와 시호를 올렸다. 청나라에서는 홍타이지가 1636년(숭덕 원년) 국호를 금에서 청으로 바꾸고, 군주의 칭호를 만주의 고유 칭호인 한에서 황제로 정함에 따라 부왕이었던 누르하치 역시 황제로 추숭하고 묘호를 태조로 모셨다. 이후 어린 순치제를 보좌하고 사실상의 최고 통치자로서 나라를 다스렸던 황부섭정왕 도르곤이 1650년(순치 7년)에 죽자, 순치제가 도르곤에게 성종(成宗)의 묘호를 올려 황제로 정식 추숭하였으나, 이듬해에 도르곤의 잔당들이 역모를 꾀하며 여러 신료들이 도르곤이 생전에 이미 역모의 징후를 보였다고 간하자, 순치제는 도르곤의 묘호와 시호를 추탈하고 폐서인으로 삼기도 했다. 청나라가 붕괴한 뒤인 1967년에 청나라 황가에선 청나라의 마지막 황제 선통제에게 공종(恭宗)이란 묘호를 내렸으나 비공식 시호 사시에 해당되고 중국 정부도 선통제의 묘호 공종을 인정하지 않고 있다.

### 한국

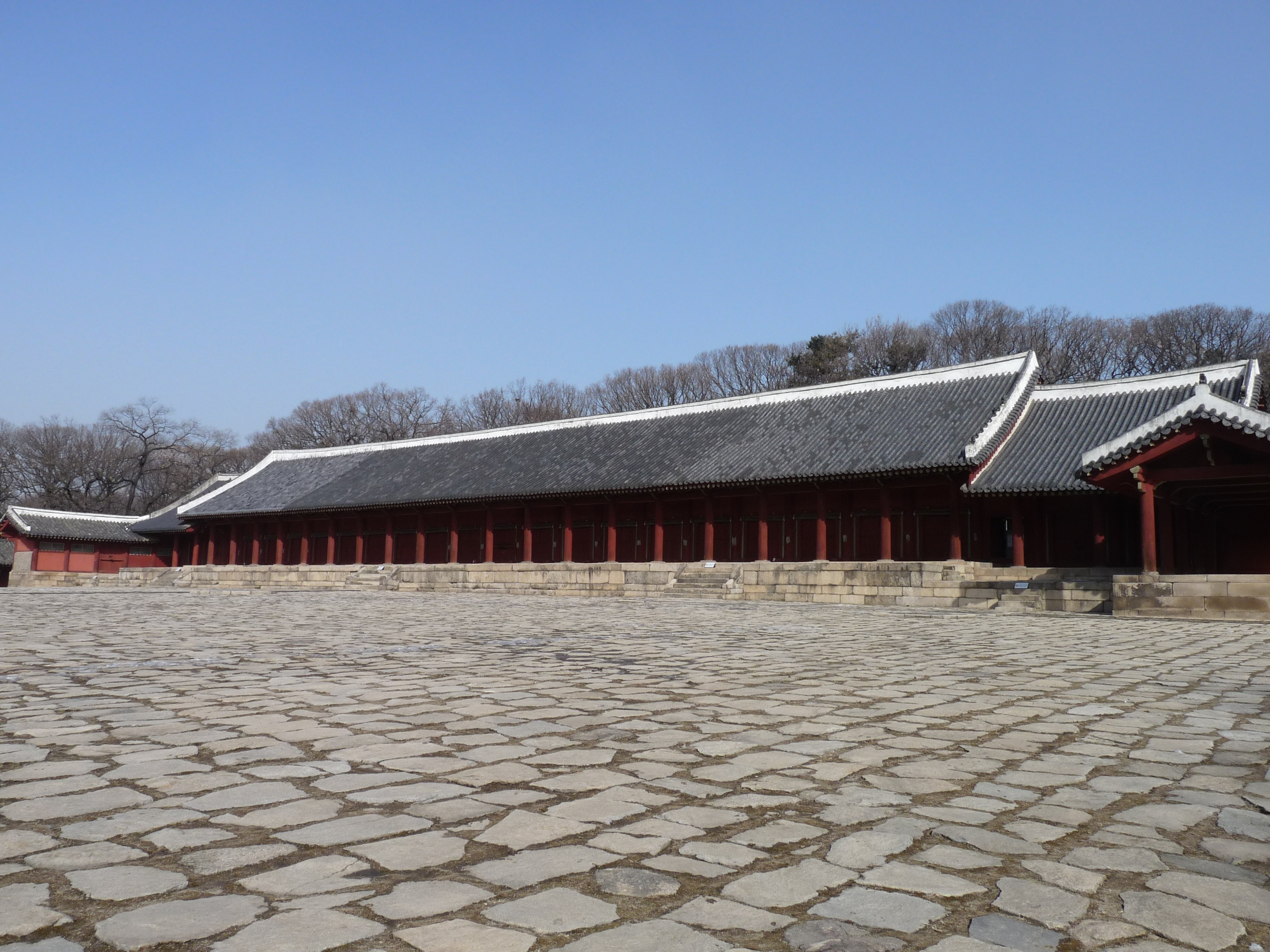
서울 종묘

본래 묘호는 중국에서 발달한 제도였고 그 본래의 원칙에 따르자면 국가의 성립이나 존망에 공을 매우 크게 세운 대국의 천자, 즉 중국의 황제에게만 올려졌다. 그리하여 제후국은 묘호를 감히 쓸 수 없었고, 대신 천자국인 중국에 시호를 청하는 청시(請諡)의 예를 행하여 선왕에게 중국에서 내린 시호를 바치는 것이 원칙이었다. 그러나 한국은 이미 삼국 시대부터 묘호와 비슷한 호칭을 사용하기 시작하였고 중국에게 청시의 예도 행하지 않았다. 고구려에서는 6대 임금인 태조대왕이 146년(태조대왕 94년)에 아우인 차대왕에게 왕위를 넘기고 별궁으로 물러날 때 스스로 태조대왕이라 칭하였다. 고구려 부흥 운동때 안승을 왕으로 책봉할 때의 책문에서 고구려를 건국한 동명성왕이 태조 중모왕(中牟王)으로 나왔다. 삼국유사 가락국기와 김해 김씨 족보에서는 수로왕이 세조와 태조로 나온다. 《조선왕조실록》에는 김알지가 세조로 추존되었다고 기록되어 있다.
삼국 중 최초로 정식 묘호를 사용한 왕은 신라의 29대 임금인 무열대왕이며 태종이란 묘호를 사용했다. 이는 백제를 정복하고 삼국 통일의 초석을 쌓았다는 뜻에서 바쳐진 호칭이었다. 고구려의 태조왕이 종묘 제도를 확립하지 못한 상태에서 자신이 왕위에서 물러나면서 스스로 존호를 붙인 반면, 신라의 태종무열대왕은 당나라의 묘호 제도를 채용하여 정식 묘호를 사용한 점에서 구별된다.
이후 신문왕과 혜공왕 때에 이르러서 제후국의 종묘 제도인 오묘제가 확립되어 모두 다섯 왕의 신주를 모셨는데 태조 성한왕을 비롯한 현왕의 4대조이다. 그러나 신라는 여전히 당나라의 신하국이었기 때문에 오묘제를 따랐고, 무열왕과 열조라는 묘호를 받은 원성왕을 제외한 임금에게는 시호만 올렸지 묘호까지 같이 올리지 못했다.
한반도에 본격적으로 묘호 제도가 뿌리내린 때는 고려 시대때였다. 외왕내제를 지향하던 고려는 공식적으로 나라의 군주를 왕으로 칭하였으나 안으로는 황제를 칭하였고 더불어 묘호를 바쳐 종법의 원칙을 바로잡았다. 고려는 초대 임금인 태조 때부터 24대 임금인 원종 때까지  계속 왕들에게 묘호를 올렸으나 원 간섭기가 시작되는 25대 임금 충렬왕 때부터는 묘호의 사용을 금지하였다. 이로 인하여 후대의 왕들에게도 더 이상 묘호를 바칠 수 없었고 이전에 묘호를 받은 왕들인 태조나 혜종, 광종 등도 모두 태왕(太王), 혜왕(惠王), 광왕(光王) 등으로 격하되어 불리었다. 이후 공민왕 때에 원나라의 입김으로부터 벗어났으나 멸망 때까지 다시 묘호를 올리지 않았다.
묘호는 조선 시대에 와서 다시 쓰이기 시작하였으나 바로 쓰이지는 않았다. 1392년(조선 태조 원년) 태조 이성계가 조선을 건국하고 자신의 4대조를 추숭하였는데 이 때는 묘호를 쓰지 않고 목왕(穆王), 익왕(翼王), 도왕(度王), 환왕(桓王)으로 받들었다. 그러나 1411년(태종 11년) 이미 자신의 부왕에게 태조라는 묘호를 올린 태종은 이들 4대조에게 묘호를 올리니 각각 목조, 익조, 도조, 환조이며 이와 함께 조선의 오묘제 역시 확립되었다.
이 이후로, 중국과의 사대 관계가 확립화되며 스스로 제후국을 자처한 조선은 안으로는 묘호를 쓰는 대신 밖으로는 중국으로부터 시호를 받아서 같이 사용하였다. 그러나 9대 임금인 성종 대에 이르러 성종이 《동국여지승람》을 편찬할 때 중국의 제도를 따라 묘호를 쓰는 것은 옳지 않다며 묘호 대신 시호로만 쓰자 명하였으나, 김종직을 위시한 사림파가 왕릉의 비문과 서적 등에 이미 묘호로 일컫는 부분이 많아 일일이 고칠 수 없다 간하자 성종이 이를 받아들여 논의를 철회하기도 했다. 또한 정유재란 도중인 1598년(선조 31년), 조선에 원군으로 온 명나라의 찬획주사 정응태가 황제인 만력제에게 표문을 올려 조선이 감히 대국의 고유한 관습인 칭조존상(稱祖尊上)을 따라한다며 조선 정부를 문책할 것을 주청하기도 했다.
북송의 인종과 명나라의 가정제의 예와 마찬가지로 조선에서도 여러 왕들이 자신의 선친의 추숭에 열을 쏟았는데, 성종은 선대 임금이자 숙부인 예종의 양자로 입적하여 즉위하였다. 그러나 성종의 부친인 의경세자는 세자이면서 세조의 적장자였던만큼 정통성에 큰 흠이 없었고 그리하여 1475년(성종 6년), 의경세자에게 덕종(德宗)이라는 묘호를 올림과 동시에, 자신은 예종의 뒤가 아닌 덕종의 뒤를 이었다고 선포하였다.
1623년(광해군 15년, 인조 즉위년) 광해군을 몰아내고 새로이 왕으로 즉위한 인조는 추숭 문제에 상당히 공을 들였다. 부친인 정원군을 대원군으로 높여 정원대원군으로 모셨으나, 중부(仲父)인 광해군을 몰아가며 즉위했기 때문에 사실상 할아버지인 선조의 후계자로서 옥좌에 앉아 있었다. 하지만 인조는 자신이 선조의 서손(庶孫)이었던 만큼, 아버지인 정원대원군을 왕으로 높여 자신의 정통성을 확립하려 했다. 그 즈음 인조의 모친인 계운궁 구씨가 죽자, 인조는 아들로서 3년상을 치르기를 소망하였으나 대다수의 신료들은 인조가 선조의 후계인 만큼, 친모인 계운궁 역시 시숙의 예로 치뤄야 한다고 맞섰다. 그래도 인조는 계속 아버지를 왕으로서 추숭할 것을 강력히 희망하였고, 결국 1632년(인조 10년), 정원대원군을 정식으로 추숭하여 왕으로 모셨고 2년 후인 1634년(인조 12년), 묘호를 원종(元宗)으로 하였다.
이어 1897년(광무 원년), 국호를 대한제국으로 선포하고 황제에 오른 고종황제는 황가의 정통성을 위해 황가의 직계 조상인 장종, 정종, 순조, 익종을 모두 황제로 높이고, 장종, 정종, 익종의 묘호 또한 높여 각각 장조, 정조, 문조로 고쳤다. 또한 1908년(융희 2년)에 순종황제는 황제국의 종묘 제도인 칠묘제에 따라 진종, 헌종, 철종도 모두 황제로 추숭하였다. 1910년(융희 4년), 한일합병조약으로 인해 대한제국이 멸망한 후 이미 물러나있던 고종과 순종은 각각 덕수궁 이태왕, 창덕궁 이왕 등으로 격하되었다. 1919년에 고종이, 1926년에 순종이 세상을 떠날 때, 본래 망국의 군주에게 묘호를 붙이는 일은 드물었으나 이왕직과 조선총독부에서 조선 왕실의 예와 형식에 따라 묘호를 올리기도 했다.

#### 결정 과정
조선 시대의 묘호는 선왕이 승하한 이후, 선왕의 뒤를 이은 후임 왕이 대신들과 논의하여 최종적으로 결정하였다. 이 때, 묘호와 더불어 시호와 존호, 능호 등도 같이 올려 동시에 반포하였다. 먼저 2품관 이상이 참석하는 빈청회의에서 선왕의 묘호, 시호, 존호 등에 대해 대신들이 자신의 소견을 얘기하고 최종적으로 삼정승인 영의정, 좌의정, 우의정이 이를 세 개의 후보로 추리고 묘호 후보를 일컬어 각기 수망(首望), 부망(副望), 말망(末望)으로 불렀다. 이를 삼망단자라 하며 마음에 드는 묘호가 있으면 새 임금이 후보 위에 점을 찍어 승낙을 표했고, 만약 이 묘호 후보들이 모두 마뜩지 않다면 대신들에게 재논의를 명하여 새로 정할 것을 지시하였다. 이에 대신들이 다시 올리면 그 때 왕이 정하여 묘호와 시호를 같이 공포하였다.

### 베트남

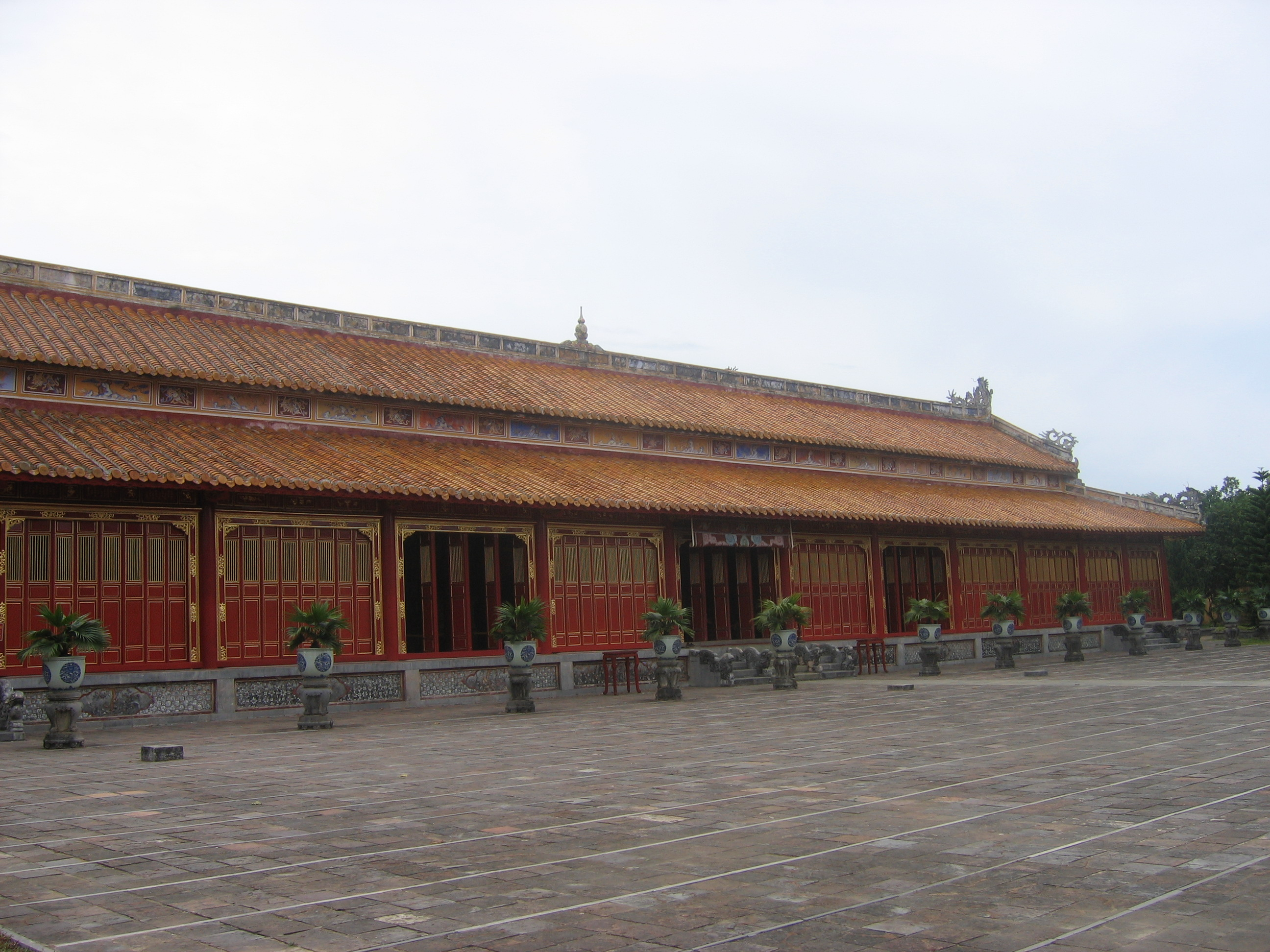
후에 세묘

베트남도 외왕내제를 지향하여 안으로는 황제를 자칭하였고, 재위한 군주들에게 묘호를 붙였다. 베트남에서 가장 먼저 묘호를 쓰기 시작한 왕조는 전 레 왕조였으나, 시호를 올리지 않고 묘제 또한 정립되지 않아, 제대로 절차를 밟아 올려진 묘호가 아니었다. 이후 본격적으로 묘호 제도가 정착된 왕조는 12세기 중엽에 세워진 리 왕조로, 중국의 남송에 의해 이전의 교지군왕(交趾郡王)에서 안남국왕(安南國王)으로 격상되어 책봉되며, 외왕내제 체제를 확립함과 동시에 군주들에게 묘호를 붙였다. 중간에 명나라가 베트남을 침략하여 안남국 대신 교지국으로 그 격을 낮추고, 역시 묘호와 시호를 쓰는 등의 풍습을 금하였으나, 20년만에 레 왕조가 들어서며 다시 묘제를 부활시켰다. 베트남인들은 마지막 왕조인 응우옌 왕조까지 제도를 유지하여 군주들에게 모두 묘호와 시호를 올렸다.
응우옌 가문은 본래 광남국을 다스리고 있었으나 떠이선 왕조에 의해 멸망하자, 살아남은 왕족 응우옌 푹아인이 후에에 도읍을 정하고 다시 왕조를 세웠다. 그는 자신의 조상들인 광남국의 역대 왕들을 모두 황제에 추숭, 태조의 묘호를 받은 응우옌 호앙(Nguyễn Hoàng)을 비롯한 광남국의 역대 왕들은 태묘(太廟)에, 응우옌 황의 아버지 응우옌 킴(Nguyễn Kim)은 조조(肇祖)라는 묘호를 올리고 별묘인 조묘(肇廟)에 모셨다. 또한 황제가 되지 못했던 아버지 역시 흥조(興祖)라는 묘호를 바치고 흥묘(興廟)라는 별묘에 모셨다. 이후 자롱의 아들 밍망이 왕위에 오른 후, 아버지에게 세조의 묘호를 올리고 새로 세묘(世廟)를 증축하여, 묘호를 받은 응우옌 왕조의 황제들의 신위가 이곳에 봉안되었다. 이처럼 베트남인들은 종묘를 지을 때 그 이름을 군주의 묘호의 시자에서 착안하여 지었다.

## 변질과 남발
후대에 이르러 시법이 본래의 취지와 원리를 상실해가면서 묘호 역시 본래의 취지를 크게 잃어버렸다. 대개 시법은 주공 단이 지은《일주서》의 시법해(諡法解)에 의거해 정하였으나, 후대의 유학자들이 자의적인 해석을 덧붙여 같은 시호에도 여러 가지 뜻을 갖게 되었다. 더욱이 후한 말기의 채옹의 건의를 마지막으로 역대 왕조의 어느 황제도 공과 덕이 적다는 이유로 선대의 묘호를 감히 추탈하지 못했다. 주공 단이 정한 시법에 따라, 묘호의 앞에 붙는 시자는 군주의 치세를 투영해야 했기에 행적에 따라 좋은 시자를, 그렇지 못할 때에는 나쁜 시자를 받을 수 있었다. 그러나 정통성 세우기의 일환으로 뒤를 이은 군주들과 대신들은 감히 선대 군주들의 치세를 엄정히 재단하지 못했고 뜻이 좋은 시자인 선시(善諡)가 남발되기도 했다.
묘호가 가장 먼저 남발된 사례로는 선대의 추존 군주에게 묘호를 올린 일인데, 너무 멀어서 가계마저 제대로 파악하기 힘든 윗대의 조상들에게도 묘호를 올렸기 때문이다. 당나라의 경우, 삼황오제 시기의 법관 고요를 덕명황제로 추숭하였고, 당 현종은 743년(천보 2년), 도교의 교조인 노자에게 대성조(大聖祖)란 묘호를 올리어 황제에 추숭하였다. 북송의 경우도 도교의 신인 조현랑이 후당 즈음에 하늘에서 강림하여 조씨 가문을 일으켜세웠다 하여 1012년(대중상부 5년), 조현랑에게 성조(聖祖)란 묘호를 올렸다.  이처럼 당나라와 송나라의 황제들은 도교와 종법제를 결부시켜 도교의 권위를 높이기도 했다.
후대에 이르면서 조(祖)를 사용하는 묘호의 수도 점점 늘어나기 시작했다. 중국의 경우, ‘조’는 대개 개국 군주의 조상에게만 올렸고 실제로 재위한 군주에게 주는 사례는 건국 군주나 통일같은 건국과 맞먹는 공을 세운 군주에게만 올렸다. 그리하여 전한의 고제에 이어 새로이 한나라를 창건한 후한의 광무제는 세조의 묘호를 받은 것이 대표적인 사례 중 하나이다. 후대에 들어오면서 중국에서도 조를 자주 올리기 시작했는데, 가정제는 영락제의 묘호인 태종(太宗)을 고쳐 성조(成祖)로 높였고, 중국의 마지막 봉건 왕조인 청나라의 경우, 건국 군주인 천명제(태조)를 제외한 ‘조’를 받은 군주는 명나라를 멸망시키고 대륙을 차지한 순치제(세조)와 내우외환을 물리치고 태평성대를 구가한 강희제(성조) 단 두 명뿐이었다.
다만 통일 왕조가 아닌 혼란기에 난립한 왕조들은 조(祖)를 남발하는 경향이 있었다. 삼국시대 위는 조조, 조비, 조예의 3대가 나란히 조의 묘호를 올렸으며, 남북조 시대와 오대 십국 시대의 국가들도 조를 올린 군주가 2명 이상인 국가가 많다. 중국에서 실제 재위한 군주에게 가장 조를 많이 올린 국가는 북위로 모두 합쳐 도무제(태조), 태무제(세조), 헌문제(현조), 효문제(고조)로 이렇게 4명이다.
반면 한국은 조선에서 조(祖)로 시작되는 묘호를 매우 남발하였는데 태조 이성계, 태조의 4대조, 세조, 선조, 인조, 영조, 사도세자(장조), 정조, 순조, 효명세자(문조) 등 총 13명에게 조의 묘호가 올려졌다. 실제 재위하지 않고 추존만 된 군주를 제외한다고 해도 27명의 왕들 중 7명이다.
세조의 경우는 본래는 신종(神宗), 예종(睿宗), 성종(聖宗) 중에서 한 개의 묘호를 고르는 것이였으나, 후계를 이은 예종이 부왕의 공덕이 가히 세종을 뛰어넘으며 한나라에도 앞에는 세종과, 후대에 세조가 있었다는 고사를 예로 들며 세조로 정할 것을 강력히 주장하였다. 선조와 영조, 순조의 경우 본래 묘호는 선종(宣宗), 영종(英宗), 순종(純宗)이었다. 그러나 공이 있다 하여 모두 조의 종호를 받아 격상되었는데, 선조는 임진왜란과 정유재란 당시, 나라를 왜적의 손으로부터 구해낸 공으로, 영조는 오래 재위하며 빛나는 업적을 쌓아서, 그리고 순조는 사학인 천주교의 세로부터 나라를 지켜냈다는 공을 인정받았기 때문이다. 본래 중종 역시 아들인 인종의 강력한 주장으로 중종이 아닌 중조(中祖)로 정할 것을 원했으나, 신료들이 선왕은 성종을 이은 군주로서 성종보다 더 높이 받들 수 없다 하여 무산된 일도 있었다.
조선 시대에는 묘호를 받지 못한 왕이 4명으로 2대 임금 공정왕과 6대 노산군, 10대 연산군, 그리고 15대 광해군이 있었는데, 숙종 때 공정왕과 노산군은 각각 정종과 단종의 묘호를 받음으로서 폐위된 연산군과 광해군만이 묘호를 받지 못하였다.
이 역시도 정통성을 세우기 위한 조처였다. 후대 왕들은 묘호를 올림으로서 선왕과 자신의 정통성을 동시에 세우려 하였기 때문이다. 이렇기 때문에 그 반대로 3대 임금인 태종의 형이었던 정종은 승하한 이후 200년이 훨씬 넘도록 아무런 묘호를 받지 못했는데, 태종의 후손들이 대대로 조선의 왕위를 이었기 때문이다. 이에 태종의 뒤를 이은 임금들은 전한의 혜제가 고제를 이었으나 결국 황통은 그 이복동생 문제에게 이어받아 그 후손들에게 대대로 이어졌다는 고사를 대며 정종에게 그동안 묘호가 올려지지 않은 것을 정당화하려 하였다. 또한 후대에 이를수록 왕 자신들이 선호하던 시자를 바탕으로 묘호를 정하는 경우도 있었는데 예종, 명종, 영조 모두 자신의 묘호나 시호에 예(睿), 명(明), 영(英) 같은 좋은 시자를 받고 싶다고 여러 차례 밝히면서 그 다음 세대에 해당하는 후대의 임금들은 선왕의 뜻을 거역하지 못하고 선왕들이 원하던 시자를 택하여 묘호로 삼았다.
고종 때에 이르러서는 묘호의 격상과 함께 시호와 존호도 자주 올렸고, 마찬가지로 ‘종’을 ‘조’로 높이려는 움직임과 동시에, 나쁜 뜻을 지닌 악시(惡諡)보단 좋은 뜻의 미시(美諡)나 선시를 남발하는 경향이 빈번해지게 된다. 구한말에 영의정과 봉조하를 지낸 이유원은 이러한 시자의 남발에 대해 “옛날에는 양(煬), 혹(惑), 황(荒), 묵(墨) 등의 악시를 준 적도 있었는데, 지금에 이르러서는 대소 신료 모두 충(忠)이나 문(文) 등의 시호를 얻지 못하면 큰 불만을 나타낸다”라면서 좋은 뜻을 시자를 주는 것을 경계하기도 했다. 대한민국의 한국학자 임민혁은 특히 임진왜란 이후 ‘종’의 종호를 ‘조’로 격상한 사례가 많다고 지적하고, 이 같은 현상은 정치사회적 배경에서 기인하여 점차 조·종에 대한 인식도 변해갔다고 설명하였다.

## 주해
1. ↑  수나라의 초대 황제 수 문제는 아버지 양충에게 태조 무원황제라는 묘호와 시호를 올려 황제로 받들었으나, 증조부 양렬과 조부 양정에게는 각각 강왕(康王), 헌왕(獻王)의 시호를 올려 왕으로만 추존하고 더 이상의 예를 표하지 않았다.
2. ↑  고조부, 증조부, 조부, 그리고 부친을 일컫는다.
3. ↑  예를 들어 수 문제의 정식 시호는 단순히 문황제(文皇帝)였던데 반해, 당 태종의 정식 시호는 문무대성대광효황제(文武大聖大廣孝皇帝)여서 어느 한 글자만 집어서 지칭하기가 어려워졌다. 당 태종 같은 경우에도 본래 시호도 역시 문황제(文皇帝)로 시자가 하나 밖에 없었으나, 이후 문무성황제(文武聖皇帝)로, 문무대성황제(文武大聖皇帝)로 점차 시자가 늘어갔고, 그리고 754년(천보 13재)에 문무대성대광효황제라는 시호를 최종 확정하였다.
4. ↑  “조”를 칭하여 높이 받든다는 뜻으로, 선왕들에게 묘호를 올린다는 뜻이다.
5. ↑  베트남의 마지막 군주 바오다이는 한국의 경우와 달리, 아무런 묘호나 시호를 받지 못했다.

## 같이 보기
- 이름
  - 시호
  - 존호
  - 자 (이름)
- 같은 묘호와 시호 목록
- 한국의 군주 목록
- 중국의 황제 목록
- 베트남의 군주 목록
- 연호
- 종묘 제도

## 참고 자료
- 임민혁 (2010년 12월 24일). 《왕의 이름, 묘호》. 문학동네. ISBN 9788954613675.
- Ess, Hans van. 2008. The Origin of Posthumous Names in "Shih-chi" 14. Chinese Literature: Essays, Articles, Reviews (CLEAR). 30: 133-144.